# Micranthes tischii
Micranthes tischii là một loài thực vật có hoa trong họ Saxifragaceae. Loài này được (Skelly) Brouillet & Gornall mô tả khoa học đầu tiên năm 2007.